# San Gerardo Maiella (título cardenalicio)
El título cardenalicio de San Gerardo Maiella, erróneamente San Gerardo Mayela, fue instituido el 26 de noviembre de 1994 por el Papa Juan Pablo II.

## Titulares
- Kazimierz Świątek (26 de noviembre de 1994 - 21 de julio de 2011 fallecido)
- Vacante (2011 - 2012)
- Rubén Salazar Gómez, (Desde el 24 de noviembre de 2012)